# Alcis conversariodes
Alcis conversariodes är en fjärilsart som beskrevs av Inoue 1942. Alcis conversariodes ingår i släktet Alcis och familjen mätare. Inga underarter finns listade i Catalogue of Life.